# 1994年4月逝世人物列表
1994年逝世人物列表：1月 - 2月 - 3月 - 4月 - 5月 - 6月 - 7月 - 8月 - 9月 - 10月 - 11月 - 12月
1994年4月逝世人物列表，是用於匯總1994年4月期間逝世人物的列表。

## 依日期排序

### 1日
- 克里夫·艾迪生（Cliff Addison），80歲，英國化學家。[1]
- 約翰·蔡斯，87歲，美國冰球運動員和教練。[2]
- 罗伯特·杜瓦诺，81歲，法國攝影師。[3]
- 約翰·麥克穆蘭，60歲，美國橄欖球運動員。[4]
- 托馬斯·拉德多，90歲，加拿大作家。
- 內蒂·西蒙斯，80歲，美國鋼琴家、音樂編輯和作曲家。
- 根納季·沃羅諾夫，83歲，蘇聯/俄羅斯政治家。

### 2日
- 愛琳·貝克，92歲，美國政治家。
- 貝蒂·弗內斯，78歲，美國女演員、消費者權益宣導者和評論員。[5]
- 雷蒙德·津柯·蓋洛普，83歲，美國科幻作家。[6]
- 羅蘭·格林伯格，73歲，挪威爵士小號手。
- 愛德華·薇瑟絲，81歲，比利時公路自行車賽車手。[7]

### 3日
- 阿戈斯蒂尼奧·達席爾瓦，88歲，葡萄牙哲學家、散文家和作家。[8]
- 湯姆·漢密爾頓，88歲，美式橄欖球運動員、教練和海軍飛行員。
- 貝弗利·詹森，46歲，美國攀岩家和冒險家[9]
- 查德·金奇，35歲，美國籃球運動員[10]
- 傑羅姆·勒瓊，67歲，法國兒科醫生和遺傳學家[11]
- 阿哈龙·雷米兹，74歲，以色列空軍指揮官，政治家和外交官。
- 小威利斯·A·特拉夫頓，76歲，美國律師和政治家。
- 阿曼德·維圖拉尼，84歲，波蘭藝術史學家和教育家
- 弗蘭克·威爾斯，62歲，美國商人，華特迪士尼公司總裁，直升機墜毀。[12]

### 4日
- 米薩埃爾·阿科斯塔·索利斯（Misael Acosta Solís），83歲，厄瓜多博物學家。
- 朱塞佩·巴齊札，91歲，義大利作曲家、編曲家、指揮家和音樂總監。
- 路德·克雷斯曼，96歲，美國考古學家。[13]
- 安德烈·德里安，98歲，法國男子帆船運動員[14]
- 寇特·梅塞，81歲，奧地利演員和電影導演。[15]
- 加布里埃拉·梅薩羅斯，80歲，匈牙利體操運動員和奧運選手。[16]
- 維吉妮雅·西姆斯，80歲，美國歌手和電影女演員。
- 瓦倫丁·斯坦內斯庫，71歲，羅馬尼亞羅馬尼亞守門員和足球經理。[17]
- 吉恩-皮埃爾·韋斯格貝，89歲，盧森堡足球運動員。[18]

### 5日
- 艾達·卡拉斯科，81歲，墨西哥女演員，心臟病發作。
- 科特·柯本，27歲，美國歌手、音樂家和詞曲作者[19]
- 愛德華多·希門尼斯·德·阿雷查加，75歲，烏拉圭法學家，交通事故。
- 鮑比·霍夫曼，68歲，美國棒球運動員和教練[20]
- 奧塔里·坎特里什維利，46歲，喬治亞黑手黨老大，凶殺案。
- 查理斯·牛頓，77歲，美國橄欖球運動員。[21]
- 普雷斯特伯里的哈維男爵亞瑟·維爾·哈威，88歲，英國皇家空軍軍官和政治家。
- 馬龍·里格斯，37歲，美國電影製片人，詩人和同性戀權利活動家[22]
- 吳拉姆·法里德·薩布里，64歲，巴基斯坦卡瓦利歌手。[23]
- 羅伊·斯梅克，94歲，美國音樂家。[24]
- 安德烈·切里奇切夫，92歲，美國釀酒師。[25]

### 6日
- 克勞斯·博丁格，61歲，德國游泳運動員。
- 迪克·卡里，77歲，美國爵士小號手、作曲家和編曲家。[26]
- 謝卡爾·查特吉，70歲，印度演員和電影導演。
- 謝克·埃克斯利，45歲，美國洞穴潛水夫，潛水事故。
- 朱韋納爾·哈比亞利馬納，57歲，盧安達政治家和軍官[27]
- 凱薩琳·隆巴德，28歲，法國自由式滑雪運動員[28]
- 派翠西亞·安·麥吉，67歲，美洲原住民部落領袖。
- 坎胡·查蘭·莫漢蒂，87歲，印度小說家。
- 西普里安·恩塔里亚米拉，39歲，蒲隆地政治家[29]
- 卡斯伯特·皮考克，90歲，愛爾蘭聖公會主教。
- 古迪·羅森，81歲，加拿大棒球運動員。[30]
- 寶拉·托瓦格利亞，28歲，義大利兒童電視節目主持人，腦癌。

### 7日
- 哈里·阿達斯金，92歲，加拿大小提琴家、學者和電臺播音員。[31]
- 李・布利洛，41歲，英國R&B歌手和音樂家[32]
- 比爾·迪金森，77歲，蘇格蘭橄欖球運動員和教練。
- 斯特凡·多巴伊，84歲，羅馬尼亞足球運動員。[33]
- 弗朗索瓦·德·格羅蘇弗，76歲，法國政治家[34]
- 塞西爾·古爾德，75歲，英國藝術史學家和策展人[35]
- 阿爾伯特·古德蒙德松，70歲，冰島足球運動員和政治家。
- 拉梅什·錢德拉·傑哈，65歲，印度詩人，小說家和自由鬥士。
- 第七代艾爾薩侯爵阿奇博爾德·甘迺迪（Archibald Kennedy,Marquess of Ailsa），68歲，蘇格蘭同齡人。[36]
- 凱撒·勒加斯比，77歲，菲律賓畫家[37]
- 戈洛·曼，85歲，德國歷史學家和散文家。[38]
- 西格蒙德·魯德，86歲，挪威跳臺滑雪運動員。[39]
- 阿加特·烏維林吉伊馬納，40歲，卢旺达總理

### 8日
- 愛琳·艾辛格，90歲，德裔英國歌劇歌手和電影演員。[40]
- 弗朗索瓦·羅澤，95歲，法裔加拿大演員。
- 倫納德·斯莫爾，88歲，蘇格蘭部長和作家。
- 達達武亞西諾維奇，30歲，塞爾維亞記者和記者。[41]
- 奧克·瓦倫奎斯特，90歲，瑞典天文學家。

### 9日
- 路易斯·比盧普斯，30歲，美國橄欖球運動員，車禍。
- M·S·費爾南多，58歲，斯里蘭卡歌手和音樂家。
- 馬塞爾·伊查克，87歲，法國登山家、探險家、攝影師和電影導演。[42]
- 梅齊斯瓦夫·瑪內利，72歲，波蘭律師、外交官和學者。
- 西奧多·D·曼恩，71歲，美國政治家。
- 哈爾·米辛哈姆，87歲，澳大利亞藝術家和水彩畫家。[43]
- 安東尼·E·普拉特，90歲，英國音樂家，棋盤遊戲Cluedo的發明者
- 保羅·潘，78歲，羅馬尼亞-以色列前衛詩人和視覺藝術家。
- 基思·華生，59歲，英國漫畫家，癌症。

### 10日
- 特裡·阿德靈頓（Terry Adlington），58歲，英國足球運動員。[44]
- 維克托·阿法納西耶夫，71歲，蘇聯/俄羅斯記者和哲學教授。
- 雷納爾多·戈爾諾，75歲，阿根廷長跑運動員和奧運選手。[45]
- 山姆·B·霍爾，70歲，美國律師、政治家和法官。[46]
- 約翰·奧布萊恩，33歲，美國作家[47]
- VGW拉特納亞克，85歲，斯里蘭卡政治家。

### 11日
- 韋斯利·巴里，86歲，美國演員、導演和製片人。
- 約翰·布洛克，64歲，荷蘭航空先驅。[48]
- 史迪克·埃文斯，71歲，美國鼓手、打擊樂手、編曲家和音樂總監。[49]
- 馬修·費爾德曼，75歲，美國政治家。[50]
- 楚图南，95歲，中國政治家。

### 12日
- 艾莉莎·亞圖，71歲，芬蘭建築師。[51]
- 鮑勃·克萊爾，59歲，英國政治家，交通事故。
- 丹尼爾·萊文森，73歲，美國心理學家。[52]
- 布蘭科·米庫利奇，65歲，南斯拉夫政治家，肺癌。
- 帕梅拉·米特福德，86歲，英國社交名媛，米特福德姐妹之一。
- 約瑟夫·內利斯，77歲，比利時足球運動員。[53]
- 弗蘭克·V·菲力浦斯，82歲，美國電影攝影師

### 13日
- 庫爾特·阿蘭德，79歲，德國神學家和聖經學者。[54]
- 約爾根·布克赫，59歲，丹麥演員
- 彼特·恩格斯，70歲，美國政治家。[55]
- 羅伯特·K·A·加迪納，79歲，迦納政府官員、大學教授和經濟學家。
- 克勞德·海曼，86歲，法國編劇和電影導演。[56]
- 魯道夫·赫魯辛斯基，73歲，捷克演員和導演。[57]
- 尼古拉·克留奇科夫，83歲，蘇聯/俄羅斯電影演員。[58]
- 約翰·萬豪，81歲，澳大利亞政治家。[59]
- 伯特·拉梅爾森，84歲，英國共產主義政治家。
- 米卡·蒂沃拉，71歲，芬蘭商人。

### 14日
- 波比·凱尼，86歲，英格蘭足球運動員和經理。[60]
- 伊芙琳·金，86歲，英國政治家。[61]
- 薩利穆扎曼·西迪基，96歲，巴基斯坦有機化學家、畫家和詩人。
- 休·斯普林格，80歲，巴巴多斯政治家，巴巴多斯第四任總督。

### 15日
- 伊什特萬·博羅斯，84歲，匈牙利男子國際乒乓球運動員。
- 沃爾特·克萊格，73歲，英國保守黨政治家。[62]
- 約翰·庫里，44歲，英國花樣滑冰運動員[63]
- 瓦爾傑斯·彼得羅相，61歲，亞美尼亞小說和戲劇作家，兇殺案。

### 16日
- 安娜-卡琳娜·阿爾托，73歲，芬蘭醫生和政治家，國會議員。[64]
- 約瑟夫·阿爾伯特，81歲，匈牙利足球運動員。
- 雷努·查卡拉瓦帝，76歲，印度政治家，印度共產黨領導人。
- 拉爾夫·艾里森，80歲，美國小說家、文學評論家和學者[65]
- 萊斯利·弗林特，83歲，英國靈媒。
- 約翰·麥克利亞姆，76歲，加拿大演員[66]
- 維克多·波波夫，56歲，俄羅斯理論物理學家。
- 何塞·拉蒙·索托，81歲，墨西哥足球運動員。
- 撒母耳·塞爾文，70歲，特立尼達和多巴哥作家，呼吸衰竭。[67]
- 阿蘭·「惠特」·斯尼德，79歲，美國化妝師。
- 羅恩·沃特，45歲，美國演員[68]

### 17日
- 羅伯特·勒格特，89歲，加拿大土木工程師、歷史學家和作家。[69]
- 罗杰·斯佩里，80歲，美國神經心理學家、神經生物學家、諾貝爾獎獲得者。[70]
- 沃爾特·威爾遜，80歲，美國棒球運動員。[71]
- 曼諾·沃爾夫-法拉利，82歲，義大利指揮家。[72]

### 18日
- 塔馬斯·阿切爾，72歲，匈牙利詩人、作家和記者。
- 德內爾·奧古斯托·德索薩，23歲，巴西足球運動員和經理[73]
- 肯·烏斯特布魯克，32歲，南非攝影記者[74]
- 魯傑羅·奧蘭多，86歲，義大利記者、作家和政治家。
- 比爾·雷克斯福德，67歲，美國賽車手。

### 19日
- 泰西娅·阿福宁娜，80歲，蘇聯/俄羅斯畫家和水彩畫家。
- 邁克爾·卡雷拉斯，66歲，英國電影製片人和導演。[75]
- 拉里·戴維斯，57歲，美國藍調音樂家[76]
- 魯道夫·德·阿爾扎加，63歲，阿根廷賽車手。
- 湯米·麥庫，80歲，英國橄欖球運動員。
- 羅爾夫·佩茲，71歲，德國足球運動員。[77]

### 20日
- 安娜·莫爾卡·艾哈邁德，76歲，巴基斯坦藝術家。
- 吉恩·卡米特，73歲，法國演員[78]
- 米格爾·迪亞布，73歲，烏拉圭籃球運動員。[79]
- 弗雷德里克·費里，82歲，美國拳擊手。[80]
- 弗雷德里克·福琼，73歲，美國雪橇運動員和奧運選手。[81]
- 羅莎莉·吉坎達，66歲，盧安達女王，被謀殺。
- 吉恩·奧塞特，79歲，法國天主教思想家[82]
- 伽馬爾·薩拉姆扎德，85歲，亞塞拜然和蘇聯電影導演和編劇。
- 鄧尼斯·克利夫蘭·斯圖爾特，46歲，美國演員（油脂）和舞蹈家

### 21日
- 羅伯特·邦內特，77歲，澳大利亞政治家。
- 達里爾·卡爾頓，40歲，美國橄欖球運動員。
- 克萊德·克拉布特里，88歲，美國橄欖球運動員。[83]
- 巴里·費爾，76歲，紐西蘭動物學家。[84]
- 露絲·希亞特，88歲，美國女演員。[85]
- 愛德蒙·奇歐賽雅，57歲，亞美尼亞和蘇聯電影導演和音樂家[86]
- 勞爾·索爾迪，89歲，阿根廷畫家和製作設計師。[87]

### 22日
- 查爾斯·雷金納德·多德威爾，72歲，英國藝術史學家。[88]
- 奧麗塔·菲烏姆，74歲，義大利電影女演員。
- 卡爾·赫斯，70歲，美國演講撰稿人和作家。[89]
- 理查德·尼克松，81歲，美国前總統[90]

### 23日
- 盧喬·貝穆德茲，82歲，哥倫比亞音樂家、DJ和表演者，心臟病發作。
- 塞西爾·卓西曼，74歲，荷蘭紡織藝術家。[91]
- 诸福棠，94歲，中國兒科醫生。
- 吉米·伊茲奎埃多，31歲，厄瓜多足球運動員，交通事故。
- 弗拉維奧·莫蓋里尼，72歲，義大利製作設計師、藝術總監和電影導演。[92]

### 24日
- 小唐納德·J·阿特伍德，69歲，美國工程師和國防部副部長。[93]
- 埃德溫·亞當斯·戴維斯，90歲，美國歷史學家。[94]
- 勞倫·P·哈里斯，83歲，加拿大視覺藝術家和藝術教育家。
- S·L·科洛斯卡爾，90歲，印度商人。[95]
- 瑪戈·特魯格，70歲，德國電影女演員。[96]

### 25日
- 吕翼仁，81岁，俄文翻译家，呂思勉之女。
- 喬治斯·根尼馬塔斯，54歲，希臘政治家，肺癌。
- 戈登·鐘斯，64歲，美國職業棒球大聯盟球員。[97]
- 邁克·克里維奇，85歲，美國棒球運動員。[98]
- 大衛·蘭頓，82歲，英國演員。[99]
- 喬瓦尼·佩蒂納蒂，68歲，義大利自行車賽車手。[100]
- 羅伯托·斯卡羅內，76歲，烏拉圭足球運動員和經理[101]

### 26日
- 安德烈·艾茲德齊斯，35歲，俄羅斯政治家[102]
- 羅斯塔姆·巴斯杜尼，71歲，以色列政治家和記者。
- 大山倍達，70歲，韓日空手道大師，肺癌。
- 鮑勃·派克，60歲，澳大利亞政治家。
- 曼努埃爾·恩里克斯·薩拉薩爾，67歲，墨西哥作曲家、小提琴家和教育家。[103]
- 扎因·艾沙拉夫，77歲，約旦女王，塔拉勒國王的妻子。
- 馬克西米利安·馮·埃德爾斯海姆，96歲，二戰期間德國納粹國防軍將軍。

### 27日
- 琳恩·弗雷德里克，39歲，英國女演員[104]
- 瓦西利斯·古蘭德里斯，80歲，希臘船主和藝術收藏家。
- 比爾·佩靈頓，66歲，美國橄欖球運動員。[105]
- 蒂莫西·威爾遜·斯賓塞，32歲，美國連環殺手[106]

### 28日
- 劉達
- 奧列格·鮑里索夫，64歲，蘇聯和俄羅斯演員[107]
- 羅伯特·斯賓塞·卡爾，85歲，美國科幻小說和奇幻作家。[108]
- 格哈德·林德曼，97歲，二戰期間德國納粹國防軍將軍。
- 約翰·普雷斯頓，48歲，美國同性戀色情作者。[109]
- 伯頓·魯埃希，84歲，美國醫學作家，自殺。

### 29日
- 馬塞爾·伯納德，79歲，法國網球運動員。
- 吉米·达登，71歲，美國籃球運動員和教練。[110]
- 伊格納西奧·法雷斯·伊基諾，83歲，西班牙電影導演、編劇和製片人。[111]
- 罗素·柯克，75歲，美國政治理論家和作家。[112]
- 比爾·奎因，81歲，美國演員
- 沙索沙康，66歲，柬埔寨士兵和反共政治家。

### 30日
- 艾爾斯通男爵赫伯特·鮑登，89歲，英國政治家。
- 喬治·康斯坦丁，60歲，羅馬尼亞演員。[113]
- 索里·易卜拉欣·科羅馬，64歲，塞拉利昂政治家和勞工活動家。
- 羅蘭德·拉岑伯格，33歲，奧地利賽車手，賽車事故。
- 費迪南多·史卡費歐提，53歲，義大利藝術總監和製作設計師。[114]
- 理查·斯卡里，74歲，美國兒童作家和插畫家[115]